# Barrage de Germeçtepe
Le barrage de Germeçtepe est un barrage en Turquie.

## Sources
- (en) www.dsi.gov.tr/tricold/germecte.htm Site de l'agence gouvernementale turque des travaux hydrauliques